# Wiesław Chrzanowski (inżynier)

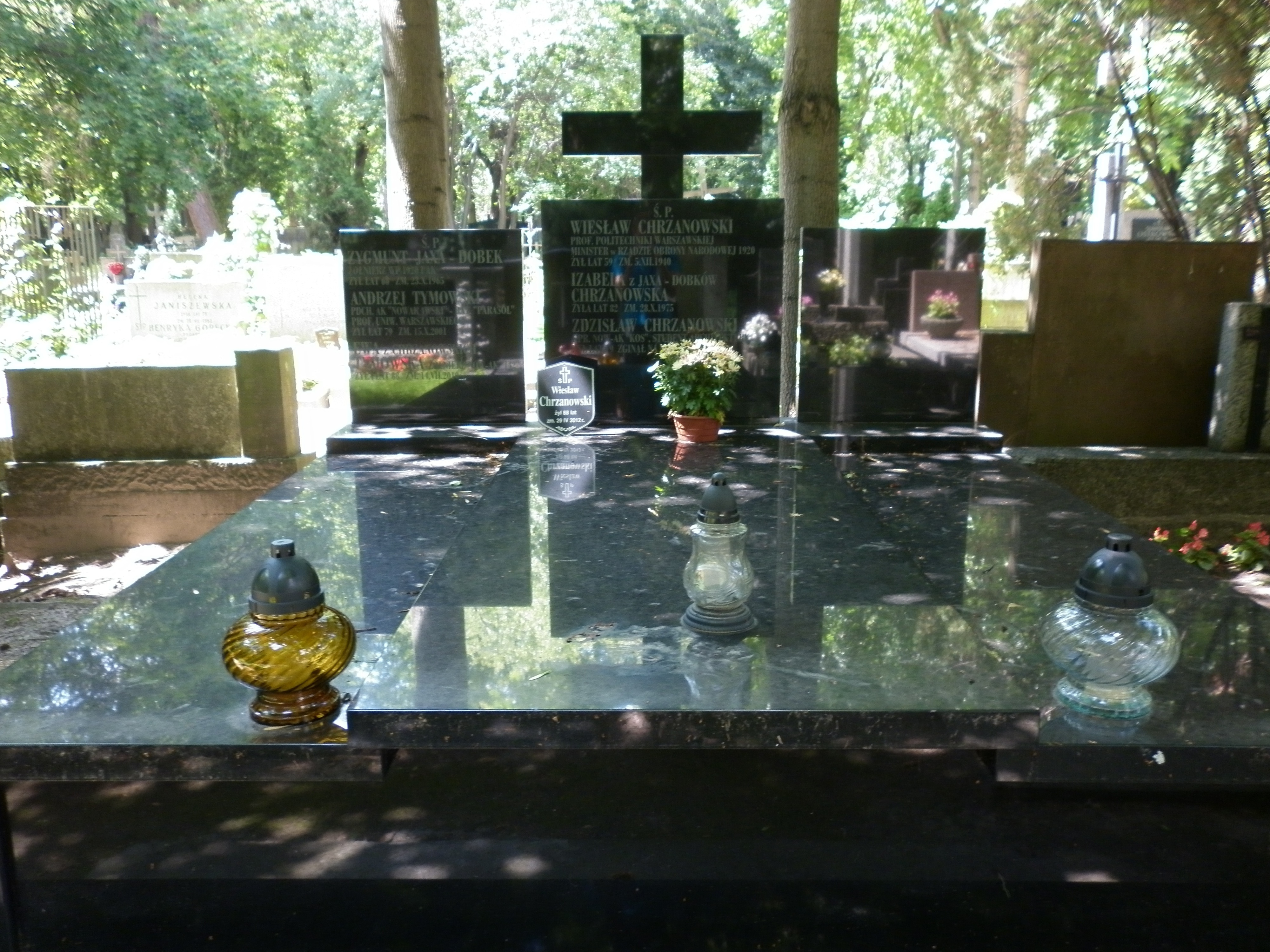
Grób Wiesława Chrzanowskiego i jego syna na Starych Powązkach

Wiesław Chrzanowski (ur. 15 grudnia 1880 w Gruszczynie, zm. 5 grudnia 1940 w Warszawie) – polski inżynier i konstruktor silników cieplnych, profesor politechnik we Lwowie i Warszawie, działacz państwowy, rektor PW. 

## Życiorys
Był synem  powstańca styczniowego Władysława Chrzanowskiego herbu Poraj oraz Haliny z Chrzanowskich herbu Nowina. Edukację gimnazjalną ukończył w Rogoźnie w 1900 r., w którym pełnił funkcję prezesa w „Czerwonej Róży”, czyli w tajnej organizacji skupiającej młodzież związaną z Ligą Narodową. Następnie w latach 1901- 1905 studiował na Wydziale Budowy Maszyn Politechniki w Charlottenburgu na Kónigliche Technische Hochschule,  gdzie 15 marca w 1905 r. uzyskał dyplom inżyniera mechanika. Praktykę odbył w fabrykach H. Cegielskiego w Poznaniu oraz „Breitfeld i Danek” w Pradze. W trakcie nauki związany był ze Związkiem Młodzieży Polskiej „Zet”. Po studiach pozostał na tamtejszej politechnice, będąc przez rok asystentem prof. Aloisa Riedlera oraz Johannesa Stumpfa. Następnie, od października 1906 r. do marca 1908 r., podjął pracę jako samodzielny konstruktor w biurze technicznym Deutsch-Luxemburgische Bergwerks- und Hutten Aktien-Desellschaft w oddziale Friedrich Wilhelmshutte w Mulheim (Zagłębie Ruhry). Z kolei od kwietnia 1908 r. do lutego 1912 r. był głównym inżynierem w AG Eisenhutte Prinz Rudolph w Dulmen w Westfalii. Opracował tam wiele nowoczesnych konstrukcji silników parowych. 
2 grudnia 1910 r. obronił doktorat z inżynierii wraz z odznaczeniem na Politechnice w Charlottenburgu. W marcu 1912 r. jako profesor zwyczajny objął stanowisko kierownika Katedry Budowy Maszyn Cieplikowych w Szkole Politechnicznej we Lwowie (1912-1918). W okresie od 1916 do 1918 r. był dziekanem Wydziału Budowy Maszyn Politechniki Lwowskiej.

### II Rzeczpospolita
W połowie 1918 r. wyjechał Gniezna do matki, skąd chciał wyruszyć do Warszawy, aby wspomóc budowę Politechniki Warszawskiej. Nie otrzymał zgody władz niemieckich, Pozostał więc w Wielkopolsce, współpracując z Naczelną Radą Ludową. Zgodę otrzymał i 3 kwietnia 1919 roku został mianowany profesorem zwyczajnym Politechniki. Został również członkiem Komisji Stabilizacyjnej, mającej ustalić pierwszy skład profesorów uczelni. 26 października 1919 r. wygłosił wykład inauguracyjny na Politechnice Warszawskiej (Czynniki warunkujące rozwój naszego przemysłu). W latach 1919–1939 był profesorem zwyczajnym i kierownikiem Katedry Maszyn i Turbin Parowych. Uczestniczył w organizacji Wydziału Budowy Maszyn i Elektrotechniki, a potem Wydziału Mechanicznego Politechniki Warszawskiej. Wszedł w skład rad tych wydziałów, a następnie w latach 1920–1921 i 1922–1923 był delegatem do Senatu PW.  

### Minister przemysłu i handlu
Został powołany na to stanowisku w rządzie Władysława Grabskiego 26 czerwca 1920 r. Funkcję tę utrzymał także w kolejnym gabinecie, na czele którego stał Wincenty Witos. Jednym z osiągnięć  Chrzanowskiego było doprowadzenie do rozpoczęcia budowy w Ostrowie Wielkopolskim Fabryki Wagonów L. Zieleniewski, wchodzącej w skład koncernu Polskie Fabryki Maszyn i Wagonów  L. Zieleniewski S.A. Misję jako minister zakończył 26 listopada 1920 r. w związku z wycofaniem poparcia dla gabinetu Witosa przez Chadecję.

### Dalsze lata
Po opuszczeniu rządu zaprzestał angażowania się w politykę i skoncentrował się na pracy naukowej i dydaktycznej. W latach 1932–1933 był rektorem Politechniki Warszawskiej. Podczas sprawowania tej funkcji, wdrażana była przez władze reforma szkolnictwa. Chrzanowski był jej zdeklarowanym przeciwnikiem, uważając, że narusza zasadę autonomii uczelni. Bronił i wspierał  studentów, a także mediował między władzami i progresującymi. Zyskał tym dużą sympatię , którzy doceniając jego wysiłki, nadali mu członkostwo honorowe w Bratniej Pomocy Studentów Politechniki Warszawskiej oraz funkcję kuratora studenckiej korporacji „Chrobry”. W marcu 1933 r. na znak protestu przeciwko reformie zrezygnował z funkcji rektora. Senat odmówił przyjęcia jego rezygnacji, a dodatkowo, ponownie w maju tego roku, wybrał go jednomyślnie rektorem na kolejną kadencję. Jednakże Chrzanowski wyboru nie przyjął, zgadzając się jednak na sprawowanie funkcji prorektora, którym był w latach 1933-1935.
Chrzanowski należał do krytyków obozu sanacyjnego. W 1938 r., w okresie próby zbliżenia między środowiskami endeckimi i piłsudczykowskimi (Obóz Zjednoczenia Narodowego), odmówił - mimo propozycji - wejścia do senatu.

### Chrzanowski jako naukowiec
Uznawany jest za twórcę własnej szkoły konstruktorskiej. Publikował w najważniejszych naukowych periodykach takich jak: „Czasopismo Techniczne”, „Przegląd Techniczny”, „Technika Cieplna”. Monografie jego autorstwa, która jako podręcznik odegrała kluczową rolę w kształceniu przyszłych pokoleń inżynierów, były: Cylindry maszyn spalinowych, Turbiny parowe, Stawidła maszyn parowych.
Był jednym z założycieli Towarzystwa Naukowego Warszawskiego.
Przyczynił się do założenia Fabryki Wagon w Ostrowie Wielkopolskim. 

### II wojna światowa
Po wybuchu wojny wraz z grupą profesorów został na pewien czas aresztowany przez Niemców w listopadzie 1939 r. Został zwolniony i 5 grudnia 1940 r. zmarł wskutek raka nerki. Został pochowany na cmentarzu Powązkowskim w Warszawie (kwatera 229-3-23,24).

## Życie prywatne
Jego żoną od 12 sierpnia 1920 r. była Izabelę Jaxa-Dobek (1893-1975). Małżeństwo miało czworo dzieci: Władysława (ur. w 1921 r.), Ewę Tymowską (1922-2010), Wiesława Mariana (1923-2012), oraz Zdzisława (1925-1944).

## Stanowiska
- asystent profesorów: Aloisa Riedlera i Johanesa Stumpfa w fabrykach H.Cegielskiego w Poznaniu oraz „Breitfeld i Danek”;
- 1908 – 1912 naczelny inżynier Aktien-Gesellchaft Eisenhutte Prinz Rudolph w Dulmen w Westfalii;
- 1912 profesor nadzwyczajny Lwowskiej Szkoły Politechnicznej;
- 1912 – 1918 kierownik Katedry Budowy Motorów Cieplikowych;
- 1916 – 1918 dziekan Wydziału Budowy Maszyn;
- 1919 wykładowca Politechniki Warszawskiej;
- 1920 (od czerwca do listopada) dwukrotny minister przemysłu i handlu w gabinetach Władysława Grabskiego i Wincentego Witosa;
- 1932 – 1933 Rektor Politechniki Warszawskiej;
- 1933 – 1935 Prorektor Politechniki Warszawskiej;
- prezes fundacji Smoguleckiej, założonej przez hr. Bogdana Hutten-Czapskiego.

## Członkostwa
- członek Zrzeszenia Profesorów Warszawskich Szkół Akademickich
- członek Stowarzyszenia Inżynierów Mechaników Polskich
- członek założyciel i wiceprezes Akademii Nauk Technicznych
- członek Towarzystwa Naukowego Warszawskiego
- członek Stowarzyszenia Techników Polskich[5]

## Ordery i odznaczenia
- Krzyż Komandorski Orderu Odrodzenia Polski (11 listopada 1936)[7]
- Medal Dziesięciolecia Odzyskanej Niepodległości (1928)
- Srebrny Medal PW za długoletnią służbę (1938)